# Corydalis tashiroi
Corydalis tashiroi là một loài thực vật có hoa trong họ Anh túc. Loài này được Makino mô tả khoa học đầu tiên năm 1909.